# Rex (Coventry)
| Rex uit 1903 |
| Rex 380 cc uit 1904. Met een dergelijke machine reed Harold Williamson, een van de directeuren, van Land's End naar John o' Groats in een recordtijd van 48 uur en 36 minuten |
| 650 cc Rex uit 1907, volgens de catalogus “de grootste stap voorwaarts op weg naar de ideale tweewieler”                                                                      |

Rex is een historisch merk van motorfietsen.
Rex Motor Mfg. Co. Ltd., later Rex-ACME Motor Mfg. Co., en Mills-Fulford Ltd., Coventry (1900-1933).
Engels merk, in 1900 ontstaan in Birmingham, maar in 1905 verhuisd naar Coventry. Dit was het beroemdste merk met de naam Rex en het werd aanvankelijk geleid door de broers Billy en Harold Williamson. Men bouwde goede 349- tot 550 cc eencilinders en 896- en 940 cc V-twins met eigen motoren.
In 1911 werden de broers Williamson gedwongen Rex te verlaten en Billy richtte het merk Williamson op. De nieuwe bedrijfsleider George Hemingway sloot een deal met de Premier Motor Co. zodat Rex voor dit bedrijf ook motorfietsen ging produceren. Deze werden onder de naam Rex-JAP verkocht. De Rex-JAP-motoren waren voorzien van Rex-frames waarin JAP-motoren van 293- tot 996 cc werden gemonteerd. Mogelijk werden deze machines van 1911 tot 1915 zowel door Rex- als door PMC onder dezelfde naam verkocht.
Na de Eerste Wereldoorlog werden door Rex motorblokken van Blackburne, JAP, Villiers en Sturmey-Archer betrokken.
In 1922 fuseerde Rex met ACME en heette vanaf dat moment Rex-ACME. Er waren nu ook op bestelling MAG-blokken leverbaar, maar ook de Barr & Stroud schuivenmotor. Alle Rex-Acme-modellen hadden nu motoren van toeleveranciers.
De economische depressie overviel ook dit merk en in 1929 werd Rex overgenomen door de grote zijspanfabriek Mills-Fulford. Er werden nog 248- tot 499 cc machines met JAP- en Python-motoren gebouwd maar in 1932 sloot Rex de poorten.